# 矢板駅
矢板駅（やいたえき）は、栃木県矢板市扇町一丁目にある、東日本旅客鉄道（JR東日本）・日本貨物鉄道（JR貨物）東北本線の駅である。JR東日本の「宇都宮線」の愛称区間に含まれている。

## 歴史
- 1886年（明治19年）10月1日：日本鉄道 宇都宮-西那須野間開通時に開業[2]。一般駅[2]。
- 1887年（明治20年）：従来の切通しを廃止し、針生トンネル開通[3]。
- 1906年（明治39年）11月1日：日本鉄道が国有化され、官営鉄道の駅となる[2]。
- 1909年（明治42年）10月12日：線路名称制定により東北本線の所属となる。
- 1929年（昭和4年）10月22日：下野電気鉄道が天頂駅より延伸。東武鉄道下今市駅との直通運転を開始。
- 1934年（昭和9年）時期不明：現行の駅舎へ改築。
- 1943年（昭和18年）5月1日：東武鉄道が下野電気鉄道を買収、同社の矢板線となる。
- 1959年（昭和34年）6月30日：東武矢板線廃止。
- 1982年（昭和57年）5月23日：昭和天皇、香淳皇后が第33回全国植樹祭に合わせて県内を行幸。お召し列車が宇都宮駅発、矢板駅着で運転[4]。
- 1984年（昭和59年）2月1日：荷物の取扱を廃止[2]。
- 1987年（昭和62年）4月1日：国鉄分割民営化により、JR東日本・JR貨物の駅となる[2]。
- 1988年（昭和63年）3月13日：コンテナ貨物の取扱を開始[2]。
- 2004年（平成16年）10月16日：ICカードSuica供用開始[5]。
- 2006年（平成18年） 3月18日：貨物列車の発着がなくなる。
- 2007年（平成19年）3月18日：トラック便運行開始。
- 2009年（平成21年）3月31日：構内にあったKIOSKが営業を終了（同年4月8日に完全撤去）。
- 2010年（平成22年）3月31日：バリアフリー（エレベータ付き）構内跨線橋設置。
- 2016年（平成28年）2月19日：みどりの窓口営業終了。
- 2022年（令和4年）3月12日：ダイヤ改正により黒磯駅 - 宇都宮駅間の電車がE131系でのワンマン運転に統一され、グリーン車の営業（乗り入れ）が終了。

昭和20年代から30年代にかけて、戦災復興の東京へ向けて高原山周辺より大量の木材が集められ当駅より積み出された。東武矢板線沿線や当駅周辺には大きな製材所が多数立地していた。

## 駅構造
島式ホーム1面2線、単式ホーム1面1線を持つ地上駅。単式ホーム（下り線）側に駅舎がある。構内には、Suica対応自動改札機や指定席券売機がある。那須塩原駅管理のJR東日本ステーションサービスが業務を委託する業務委託駅である。2009年（平成21年）3月31日まではあわせてKIOSKもあったが、この日の営業をもって営業を終了し、同年4月8日に店舗は撤去された。また、駅前にはロータリーがある。
バリアフリー化の為の構内跨線橋架け替えとエレベータの設置工事が国の補助事業として2009年度（平成21年度）に行われた。また、再開発が進む駅東口の利便性改善のため、橋上駅舎の要望が市民から寄せられているが、現時点で具体的な計画はない。

### のりば
| 番線 | 路線                | 方向 | 行先                     | 備考       |
| ---- | ------------------- | ---- | ------------------------ | ---------- |
| 1    | ■宇都宮線（東北線） | 下り | 那須塩原・黒磯・白河方面 |            |
| 2    | ■宇都宮線（東北線） | 下り | 那須塩原・黒磯・白河方面 | 一部の列車 |
| 2    | ■宇都宮線（東北線） | 上り | 宇都宮・大宮・東京方面   | 一部の列車 |
| 3    | ■宇都宮線（東北線） | 上り | 宇都宮・大宮・東京方面   |            |

（出典：JR東日本:駅構内図）
- 主に1番線と3番線を使用する。2番線は上下共用の待避線であり、貨物列車の通過待ちや非常時に使われる。2023年（令和5年）9月時点では、定期列車は上り1本のみ使用する。
- 白河駅方面は黒磯駅で、大宮駅方面は宇都宮駅での乗り換えが必要。
- 2004年3月13日のダイヤ改正以降は湘南新宿ラインの列車が、2022年3月12日のダイヤ改正以降は上野方面（上野東京ライン）の列車は当駅に乗り入れなくなった。

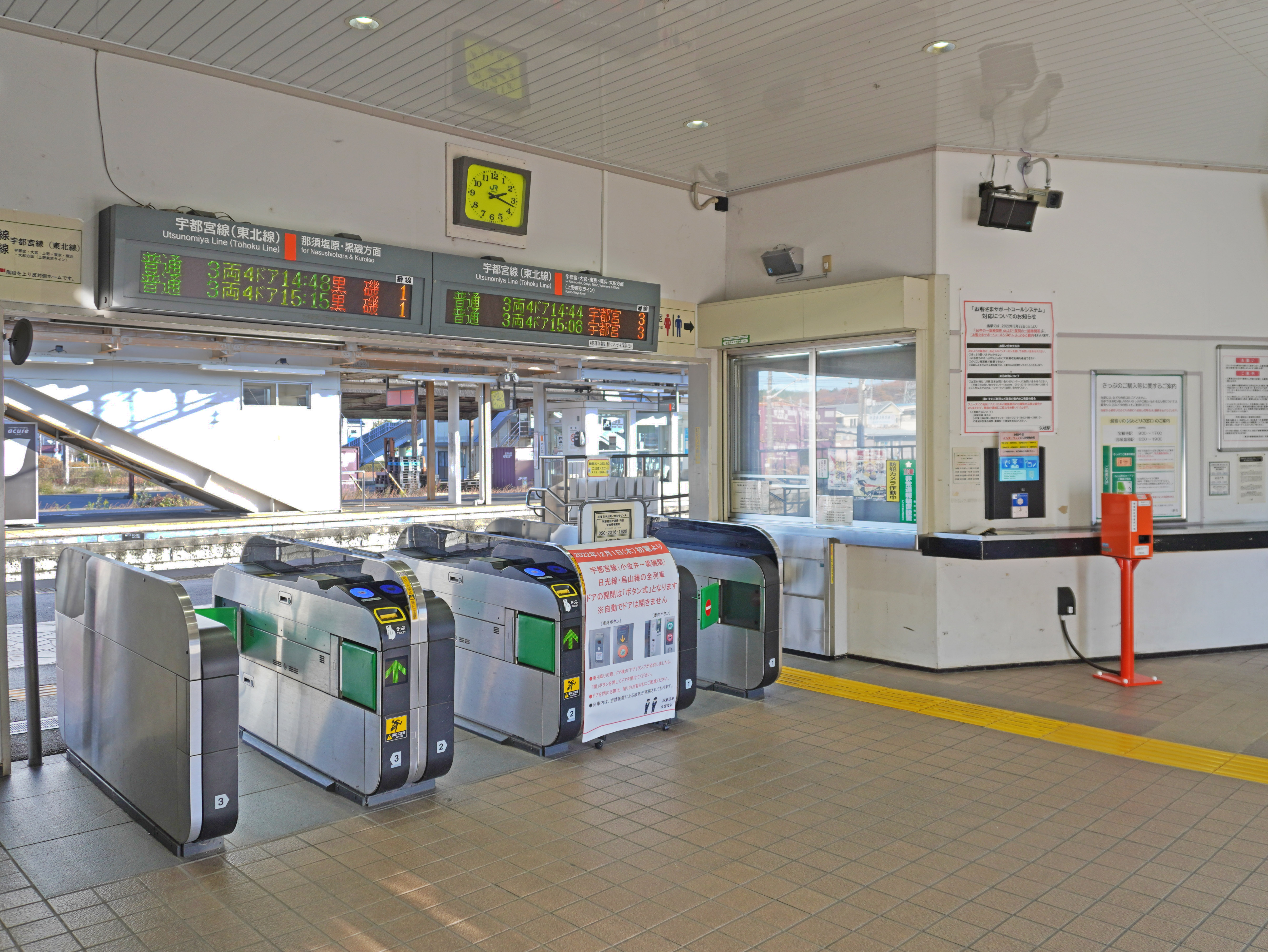
改札口（2022年11月）
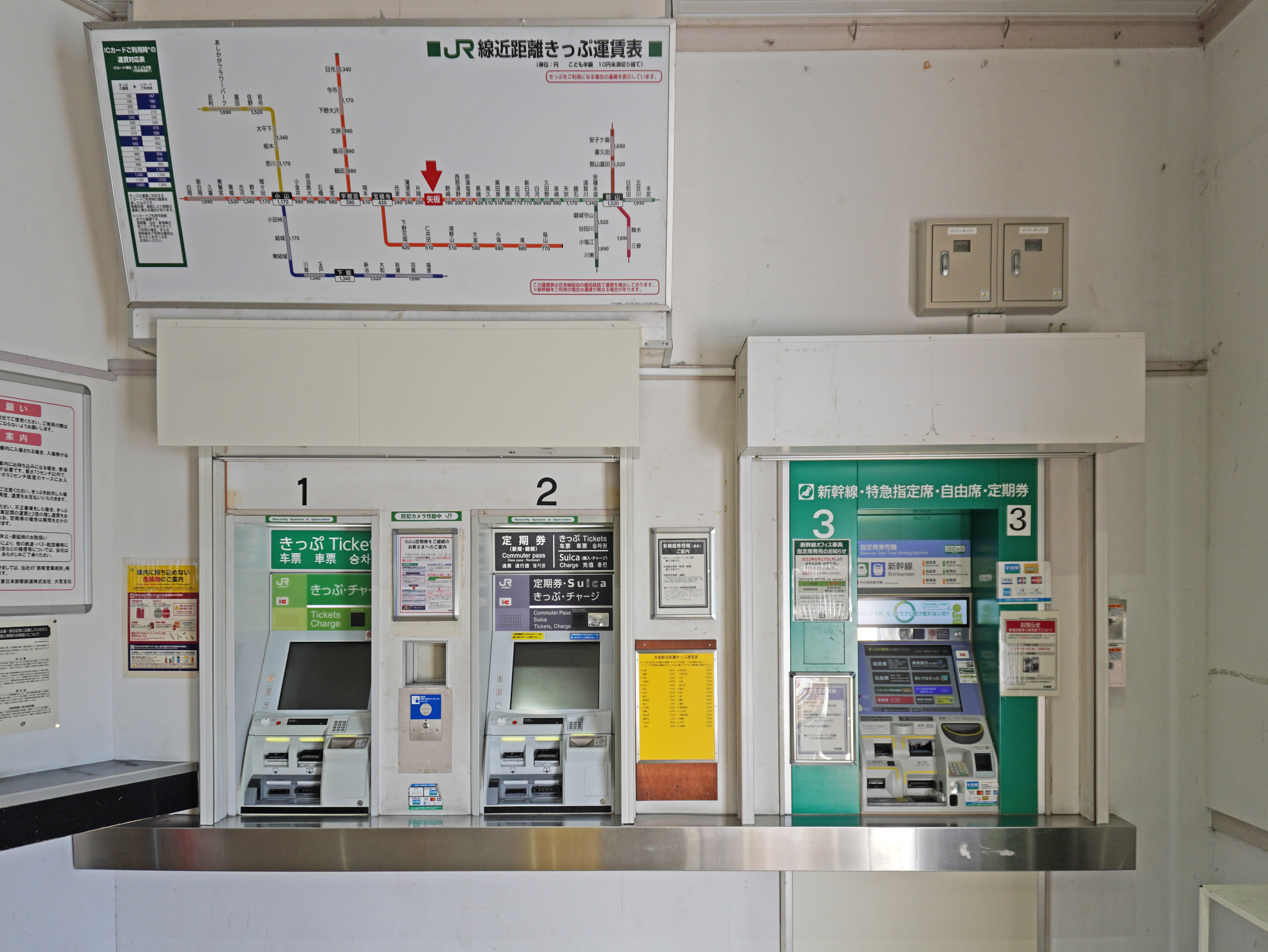
自動券売機（2022年11月）
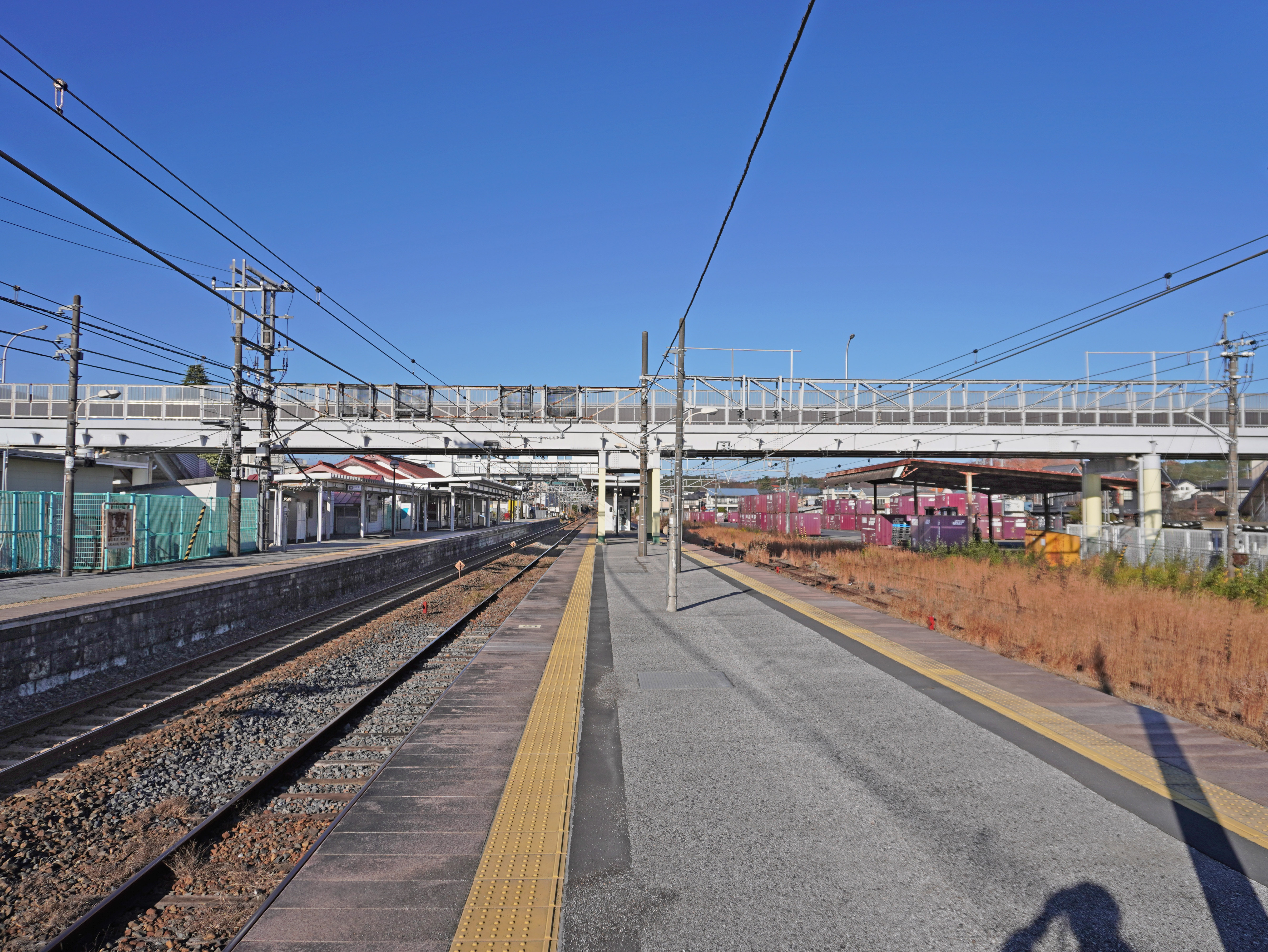
ホーム（2022年11月）

## 矢板オフレールステーション

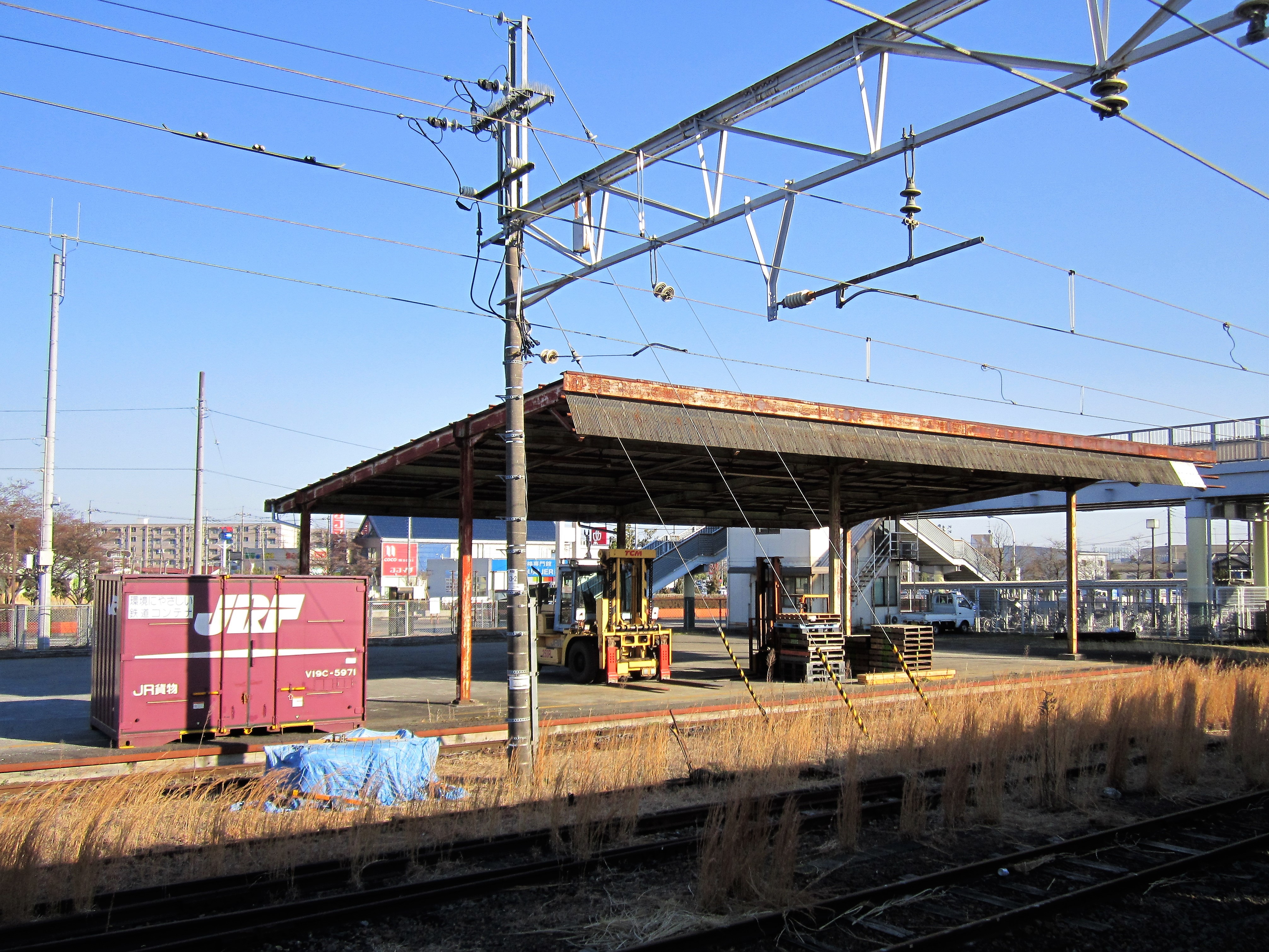
矢板オフレールステーション（2019年3月）

矢板オフレールステーション（略称：矢板ORS）は、JR貨物矢板駅に属し、旅客駅の東側にあるコンテナ集配基地である。コンテナ貨物（12フィートコンテナ）を取り扱っており、貨物列車代替のトラック便が1日4.5往復（当施設発が4本）宇都宮貨物ターミナル駅との間で運行されている。
JR貨物矢板駅は、かつては貨物列車の発着があり、コンテナは列車で輸送されていた。また駅東南にある日本たばこ産業矢板倉庫へ至る専用線や、同線から当駅方面へ戻るように分岐していた太平洋セメント矢板サービスステーションの専用線もあった。前者は2002年ごろまでコンテナ輸送に、後者は2006年3月までセメント輸送に使用されていた。
セメント輸送の廃止以降は列車・トラック便の設定もなくなっていたが、2007年3月よりトラック便が設定された。

## 利用状況
JR東日本によると、2023年度（令和5年度）の1日平均乗車人員は2,296人である。
2000年度（平成12年度）以降の推移は以下のとおりである。
| 乗車人員推移       | 乗車人員推移     | 乗車人員推移    |
| 年度               | 1日平均 乗車人員 | 出典            |
| ------------------ | ---------------- | --------------- |
| 2000年（平成12年） | 3,201            | [ 利用客数 2 ]  |
| 2001年（平成13年） | 3,171            | [ 利用客数 3 ]  |
| 2002年（平成14年） | 3,060            | [ 利用客数 4 ]  |
| 2003年（平成15年） | 3,049            | [ 利用客数 5 ]  |
| 2004年（平成16年） | 3,043            | [ 利用客数 6 ]  |
| 2005年（平成17年） | 3,004            | [ 利用客数 7 ]  |
| 2006年（平成18年） | 3,022            | [ 利用客数 8 ]  |
| 2007年（平成19年） | 2,958            | [ 利用客数 9 ]  |
| 2008年（平成20年） | 2,915            | [ 利用客数 10 ] |
| 2009年（平成21年） | 2,863            | [ 利用客数 11 ] |
| 2010年（平成22年） | 2,926            | [ 利用客数 12 ] |
| 2011年（平成23年） | 2,983            | [ 利用客数 13 ] |
| 2012年（平成24年） | 2,987            | [ 利用客数 14 ] |
| 2013年（平成25年） | 3,031            | [ 利用客数 15 ] |
| 2014年（平成26年） | 2,897            | [ 利用客数 16 ] |
| 2015年（平成27年） | 2,881            | [ 利用客数 17 ] |
| 2016年（平成28年） | 2,827            | [ 利用客数 18 ] |
| 2017年（平成29年） | 2,832            | [ 利用客数 19 ] |
| 2018年（平成30年） | 2,829            | [ 利用客数 20 ] |
| 2019年（令和元年） | 2,728            | [ 利用客数 21 ] |
| 2020年（令和02年） | 2,208            | [ 利用客数 22 ] |
| 2021年（令和03年） | 2,255            | [ 利用客数 23 ] |
| 2022年（令和04年） | 2,226            | [ 利用客数 24 ] |
| 2023年（令和05年） | 2,296            | [ 利用客数 1 ]  |

## 駅周辺
駅本屋は線路の西側にあり、古くからの市街地は西側に存在するが、近年は東側の開発が進んでいる。駅東口へのアクセスは、一旦駅舎を出てからすぐ左手に有る跨線橋を利用する。
なお、矢板駅と次の野崎駅の間・針生トンネルは開通当初は切通しであったが、急勾配のため那須方面からの列車は矢板駅で停車できず駅を過ぎてしまう不都合が生じた。そのため緊急でトンネルを掘ることになり1887年(明治20年)に完成した。工事を急いだため土地買収の際に個人宅の移転について、持主との間に齟齬が生じ、長屋門と母屋の間の庭先に線路が通っていたことがある。蒸気機関車の火の粉から茅葺き屋根が燃えるなどのトラブルがあったものの、1962年（昭和37年）に複線化工事が着工すると買収に応じた事により解消した。

### 駅西側
- 矢板駅前交番
- 栃木県道236号矢板停車場線
- 栃木県道271号大田原矢板線
- 栃木県道30号矢板那須線
- 国道461号（日光北街道）
- 矢板市役所
- 栃木県塩谷庁舎
- 矢板郵便局
- 矢板本町郵便局
- 矢板市立矢板小学校
- 矢板市立矢板中学校
- 矢板中央高等学校
- 国際医療福祉大学塩谷病院
- ヨークベニマル
- ダイユー
- カワチ
- 中川
- 内川
- 栃木県道242号矢板塩谷線
- 栃木県道272号県民の森矢板線
- 東北自動車道矢板北パーキングエリア

### 駅東側
- 国道4号（陸羽街道）
- 国道461号
- 栃木県道52号矢板馬頭線
- 栃木県道25号烏山矢板線
- 矢板警察署
- 塩谷広域行政組合消防本部
- 矢板公共職業安定所
- 長峰公園
- ベイシア
- 東小学校
- 栃木県立矢板東高等学校・附属中学校
- 箒川

## バス路線
西口
「矢板駅」停留所にて、矢板市営バス、しおや交通、塩谷町直営（受託運行：大新東）の路線バスが発着する。
- 矢板市営バス
  - 中央部循環路線[11]
- しおや交通・塩谷町直営（受託運行：大新東）
  - 新高徳駅

東口
「矢板駅東口」停留所にて、矢板市営バスの路線バスが発着する。
- 中央部循環路線[11]

## 隣の駅
東日本旅客鉄道（JR東日本）
■宇都宮線
片岡駅 - 矢板駅 - 野崎駅

### かつて存在した路線
日本鉄道
本線南区
長久保駅 - 矢板駅 - 野崎駅
東武鉄道
矢板線
幸岡駅 - 矢板駅

### 記事本文
1. 1 2 3 4  『週刊 JR全駅・全車両基地』 05号 上野駅・日光駅・下館駅ほか92駅、朝日新聞出版〈週刊朝日百科〉、2012年9月9日、25頁。
2. 1 2 3 4 5 6 7  石野哲（編）『停車場変遷大事典 国鉄・JR編 Ⅱ』（初版）JTB、1998年10月1日、396頁。ISBN 978-4-533-02980-6。
3. 1 2  『ふるさと矢板のあゆみ』矢板市教育委員会、1988年、405頁
4. ↑  原武史『昭和天皇御召列車全記録』新潮社、2016年9月30日、152頁。ISBN 978-4-10-320523-4。
5. ↑  「JR年表」『JR気動車客車編成表 '05年版』ジェー・アール・アール、2005年7月1日、184頁。ISBN 4-88283-126-0。
6. ↑  矢板市ホームページより[リンク切れ]
7. ↑  矢板市東町地区懇談会資料より[リンク切れ]
8. ↑  『貨物時刻表 平成26年3月ダイヤ改正』、鉄道貨物協会、2014年、145頁。
9. ↑  1957年12月18日付朝日新聞『農家の庭を東北線』
10. ↑  1963年5月8日付交通新聞『庭の中を“列車”が走る　東北線の珍名所消える』
11. 1 2  “矢板市の公共交通”.   矢板市 (2022年4月1日). 2022年11月23日時点のオリジナルよりアーカイブ。2022年11月23日閲覧。

### 利用状況
1. 1 2  “各駅の乗車人員（2023年度）”.   東日本旅客鉄道. 2024年7月20日閲覧。
2. ↑  “各駅の乗車人員（2000年度）”.   東日本旅客鉄道. 2019年2月13日閲覧。
3. ↑  “各駅の乗車人員（2001年度）”.   東日本旅客鉄道. 2019年2月13日閲覧。
4. ↑  “各駅の乗車人員（2002年度）”.   東日本旅客鉄道. 2019年2月13日閲覧。
5. ↑  “各駅の乗車人員（2003年度）”.   東日本旅客鉄道. 2019年2月13日閲覧。
6. ↑  “各駅の乗車人員（2004年度）”.   東日本旅客鉄道. 2019年2月13日閲覧。
7. ↑  “各駅の乗車人員（2005年度）”.   東日本旅客鉄道. 2019年2月13日閲覧。
8. ↑  “各駅の乗車人員（2006年度）”.   東日本旅客鉄道. 2019年2月13日閲覧。
9. ↑  “各駅の乗車人員（2007年度）”.   東日本旅客鉄道. 2019年2月13日閲覧。
10. ↑  “各駅の乗車人員（2008年度）”.   東日本旅客鉄道. 2019年2月13日閲覧。
11. ↑  “各駅の乗車人員（2009年度）”.   東日本旅客鉄道. 2019年2月13日閲覧。
12. ↑  “各駅の乗車人員（2010年度）”.   東日本旅客鉄道. 2019年2月13日閲覧。
13. ↑  “各駅の乗車人員（2011年度）”.   東日本旅客鉄道. 2019年2月13日閲覧。
14. ↑  “各駅の乗車人員（2012年度）”.   東日本旅客鉄道. 2019年2月13日閲覧。
15. ↑  “各駅の乗車人員（2013年度）”.   東日本旅客鉄道. 2019年2月13日閲覧。
16. ↑  “各駅の乗車人員（2014年度）”.   東日本旅客鉄道. 2019年2月13日閲覧。
17. ↑  “各駅の乗車人員（2015年度）”.   東日本旅客鉄道. 2019年2月13日閲覧。
18. ↑  “各駅の乗車人員（2016年度）”.   東日本旅客鉄道. 2019年2月13日閲覧。
19. ↑  “各駅の乗車人員（2017年度）”.   東日本旅客鉄道. 2019年2月13日閲覧。
20. ↑  “各駅の乗車人員（2018年度）”.   東日本旅客鉄道. 2019年7月11日閲覧。
21. ↑  “各駅の乗車人員（2019年度）”.   東日本旅客鉄道. 2020年7月10日閲覧。
22. ↑  “各駅の乗車人員（2020年度）”.   東日本旅客鉄道. 2021年7月11日閲覧。
23. ↑  “各駅の乗車人員（2021年度）”.   東日本旅客鉄道. 2022年8月5日閲覧。
24. ↑  “各駅の乗車人員（2022年度）”.   東日本旅客鉄道. 2023年7月9日閲覧。